# Conservati fedele
Pour les articles homonymes, voir K23.
Conservati fedele, KV 23, est une aria de concert pour soprano et orchestre de Wolfgang Amadeus Mozart.

## Historique
Mozart a composé l'aria en octobre 1765 lors de son séjour à La Haye durant la tournée européenne de la famille Mozart, alors qu'il avait neuf ans. Tant Wolfgang que sa sœur Nannerl étaient assez malades à ce moment. La pièce a été soigneusement révisée en janvier 1766, peut-être pour être interprétée devant la princesse Caroline d'Orange-Nassau. Dans sa liste de œuvres de Wolfgang qui commence en 1768 à Vienne, son père Leopold l'introduit comme le no 2 des 15 Arias Italiennes, composées à Londres et La Haye (en allemand: 15 Italiänische Arien theils in London, theils im Haag Componiert).
La Newberry Library de Chicago, a acquis le manuscrit (6 feuilles, 11 pages) grâce à un légat du chanteuse d'opéra Claire Dux (en) (Mrs Charles H. Swift) (1885–1967 à Chicago). Auparavant le manuscrit appartenait à Raphael Georg Kiesewetter, qui l'offrit à Aloys Fuchs. Tant Fuchs que l'Abbé Maximilian Stadler en ont confirmé l'authenticité. La Neue Mozart-Ausgabe signale un autographe (4 feuilles, 7 pages) à la Bibliothèque nationale de France dans sa collection Malherbe.

## Texte
Le texte est tiré du livret de l'opéra Artaserse de Metastasio, qui a été mis en musique par de nombreux compositeurs, dont Johann Christian Bach que Mozart avait connu peu de temps avant à Londres. L'œuvre de Mozart la plus longue sur un texte de Metastasio est son opéra, La clemenza di Tito, ainsi que, Il re pastore.
Le texte choisi par Mozart est formé par les vers d'adieu de la sœur d'Artaserse, Mandane, dans l'acte I, scène 1, quand elle se sépare de son amoureux Arbace:
| Conservati fedele; Pensa ch'io resto, e peno, E qualche volta almeno Ricordati di me. Ch'io per virtù d'amore, Parlando col mio core, Ragionerò con te. | Reste fidèle; pense que moi, je reste, et souffre, et quelques fois au moins souviens toi de moi. Que moi par vertu de l'amour, en parlant avec mon cœur, je parlerai avec toi. |
Les paroles de Conservati fedele ont été mises en musique également par Leonardo Vinci (1690–1730) et Johann Adolph Hasse (1699–1783) dans leurs opéras respectifs Artaserse, par Antonio Salieri et Marianne von Martinez (1744–1812) sous forme d'arias de concert, deux fois par Joseph Martin Kraus (1756–1792), par Ferdinando Carulli (1770–1841) pour voix et guitare, et par Theodor von Schacht (1748–1823) sous forme de canon à trois voix égales accompagnées par un clavecin et/ou une guitare.

## Musique
L'œuvre est écrite pour soprano, deux violons, alto, violoncelle et contrebasse; le tempo est Andante grazioso, à 2/4. La tonalité est la majeur. Son interprétation dure environ 7 minutes.
Elle est composée comme un aria da capo (mesures 1–86) avec une brève section centrale (Ch'io per virtù d'amore, mesures 87–100) marquée Allegretto et qui est écrite en la mineur. L'aria est organisée presque en sa totalité en phrases de deux mesures.

## Enregistrements
On recommande celui de Teresa Berganza.